# Ablanque
Ablanque ist ein zentralspanischer Ort und eine Gemeinde (municipio) mit 73 Einwohnern (Stand: 2024) im Nordosten der Provinz Guadalajara in der Autonomen Gemeinschaft Kastilien-La Mancha in Zentralspanien. 

## Lage und Klima
Ablanque liegt im Iberischen Gebirge im Osten der Provinz Guadalajara in einer Höhe von 1060 m. Die Entfernung zur westsüdwestlich gelegenen Provinzhauptstadt Guadalajara beträgt ca. 88 Kilometer (Fahrtstrecke).
Das Klima in Ablanque ist gemäßigt warm. Der Jahresgesamtniederschlag beträgt 519 mm, die Jahresdurchschnittstemperatur liegt bei 11,3 °C.

## Bevölkerungsentwicklung
| Jahr      | 1970 | 1981 | 1991 | 2001 | 2011 | 2021 |
| Einwohner | 361  | 176  | 163  | 154  | 98   | 60   |

## Sehenswürdigkeiten
- Kirche Mariä Himmelfahrt